# چنس (کنتاکی)
چنس (به انگلیسی: Chance) یک منطقهٔ مسکونی در ایالات متحده آمریکا است که در شهرستان ادیر، کنتاکی واقع شده‌است. چنس ۳۰۹٫۹۹ متر بالاتر از سطح دریا واقع شده‌است.